# مسجد آیت‌الله آیتی
مسجد آیت الله آیتی مربوط به دوره قاجار است و در بیرجند، خیابان شهید مطهری، کوچه شهید خزایی، کوچه شهید مطهری واقع شده و این اثر در تاریخ ۲۵ اسفند ۱۳۷۹ با شمارهٔ ثبت ۳۴۶۸ به‌عنوان یکی از آثار ملی ایران به ثبت رسیده است.